# Punta dei Tre Scarperi
Punta dei Tre Scàrperi (niem. Dreischuster Spitze) to najwyższy szczyt w grupie górskiej Tre Scàrperi we włoskich Dolomitach.